# Blanc-Sablon
Blanc-Sablon är en kommun i provinsen Québec i Kanada, bestående av de tre byarna Blanc-Sablon, Lourdes-de-Blanc-Sablon och Brador. Den ligger i regionen Côte-Nord, i den östra delen av landet, 1 500 km öster om huvudstaden Ottawa.
Kommunen är officiellt tvåspråkig (franska och engelska), med 78 % engelsktalande och 24 % fransktalande (modersmålstalare) vid folkräkningen 2021.